# Маргарита Английская (герцогиня Брабанта)
Маргарита Английская (англ. Margaret of England; 1275 — после 1338) — английская принцесса из династии Плантагенетов, дочь Эдуарда I и Элеоноры Кастильской, супруга герцога Брабанта, Лотье и Лимбурга Жана II.

## Биография
Маргарита родилась 11 сентября 1275 года в семье английского короля Эдуарда I и его первой жены Элеоноры Кастильской. Она была десятым ребёнком супругов, хотя к моменту её рождения в живых оставались только трое из её братьев и сестёр. Брак её родителей был счастливым и плодовитым: всего у них родилось шестнадцать детей.
8 июля 1290 года был заключён брак между Маргаритой Английской и Жаном Брабантским, сыном Жана Победителя, герцога Брабанта, Лотье и Лимбурга. Венчание состоялось в Вестминстерском аббатстве Лондона. Молодожёнам на момент вступления в брак было по 14 лет. Осенью того же года умерла мать Маргариты, Элеонора Кастильская.
Весной 1294 года в Бар-лё-Дюке Жан I был смертельно ранен на рыцарском турнире и скончался 3 мая. Герцогом Брабанта стал его восемнадцатилетний сын Жан II. Маргарита получила титул герцогини.
В 1300 году у супругов родился их единственный сын — Жан, впоследствии унаследовавший трон отца.
Жан II получил прозвище Тихий. Во время его правления Брабант, поддерживая отношения с коалицией, пытался противостоять французской экспансии. Жан II также предпринял попытку завоевания Южной Голландии, которая не увенчалась успехом. Зная о своей болезни и желая обеспечить мирный переход власти малолетнему сыну, Жан сделал несколько важных шагов для укрепления позиций герцога. В 1311 году, желая перевести отношения с Францией в мирную плоскость, он женил сына на Марии д’Эврё, племяннице короля Филиппа Красивого, а 27 сентября 1312 года подписал Кортенбергскую хартию. Согласно её положениям, герцог должен был править страной вместе с советом, в котором десять мест принадлежало представителям городов Брюсселя, Лувена, Антверпена, Тирлемона, Лео, Хертогенбоса, а также гарантировалась неизменность существовавшего законодательства, правительственных и судебных обычаев и городских привилегий. Спустя месяц Жан II скончался.
Маргарита пережила мужа и ещё увидела внуков. Первого ребёнка её невестка, Мария д'Эврё, родила в 1322 году. Девочку назвали Жанной. Именно она впоследствии стала правительницей Брабанта. Умерла Маргарита после 1338 года и была похоронена в брюссельском соборе Святых Михаила и Гудулы.

## Родословная
| Предки 1. Маргариты Английской | Предки 1. Маргариты Английской                | Предки 1. Маргариты Английской                        |
| ------------------------------ | --------------------------------------------- | ----------------------------------------------------- |
| 2. Отец: Эдуард I              | 4. Дед: Генрих III                            | 8. Прадед: Иоанн Безземельный                         |
| 2. Отец: Эдуард I              | 4. Дед: Генрих III                            | 9. Прабабка: Изабелла Ангулемская                     |
| 2. Отец: Эдуард I              | 5. Бабка: Элеонора Прованская                 | 10. Прадед по женской линии: Раймунд Беренгер IV      |
| 2. Отец: Эдуард I              | 5. Бабка: Элеонора Прованская                 | 11. Прабабка по женской линии: Беатриса Савойская     |
| 3. Мать: Элеонора Кастильская  | 6. Дед по женской линии: Фердинанд III        | 12. Прадед по женской линии: Альфонсо IX              |
| 3. Мать: Элеонора Кастильская  | 6. Дед по женской линии: Фердинанд III        | 13. Прабабка по женской линии: Беренгария Кастильская |
| 3. Мать: Элеонора Кастильская  | 7. Бабка по женской линии: Жанна де Даммартен | 14. Прадед по женской линии: Симон де Даммартен       |
| 3. Мать: Элеонора Кастильская  | 7. Бабка по женской линии: Жанна де Даммартен | 15. Прабабка по женской линии: Мария де Понтье        |